# Rodrigo Vargas
Rodrigo Vargas (Melbourne, Australia, 20 de octubre de 1978), futbolista australiano nacionalizado chileno. Juega de defensa y su actual equipo es el Melbourne Victory, de la A-League de Australia.